# Horace Tuttle
Horace Parnell Tuttle, född 17 mars 1837 i Newfield, Maine, död 16 augusti 1923 i Washington, D.C. var en amerikansk astronom. Han var yngre bror till Charles Wesley Tuttle som var den som föreslog existensen av en av Saturnus inre ringar[källa behövs]. Tuttle gjorde sig ett namn som kometjägare och upptäckte – och återupptäckte – under sin verksamma tid ett stort antal kometer.

## Utmärkelser
År 1858 tilldelades han tillsammans med flera andra Lalandepriset.
Asteroiden 5036 Tuttle är uppkallad efter honom.

## Upptäckter
| 66 Maja   | 9 april 1861 |
| 73 Klytia | 7 april 1862 |

| C/1857II Bruhns             | april 1857       |
| C/1857V Klinkerfues         | 23 augusti 1857  |
| C/1857VI Donati             | 11 november 1857 |
| Tuttles komet               | 5 januari 1858   |
| 41P/Tuttle-Giacobini-Kresak | 2 maj 1858       |
| C/1858VII                   | 5 september 1858 |
| C/1859 G1 Tempel            | 24 april 1859    |
| C/1860 III                  | 22 juni 1860     |

| C/1861 III        | 18 december 1861  |
| Swift-Tuttle      | 19 juli 1862      |
| C/1861 Y1 Tuttle  | December 19, 1862 |
| 55P/Tempel-Tuttle | 5 januari 1866    |
| 8/P1871 T1 Tuttle | 23 oktober 1871   |
| Enckes komet      | 26 januari 1875   |
| C/1888V Barnard   | 1 november 1888   |

## Bildgalleri

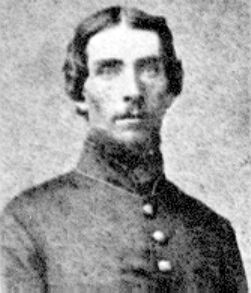
H. P. Tuttle, 1862
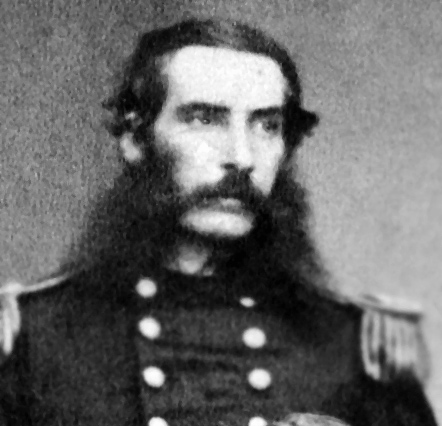
H. P. Tuttle, 1866
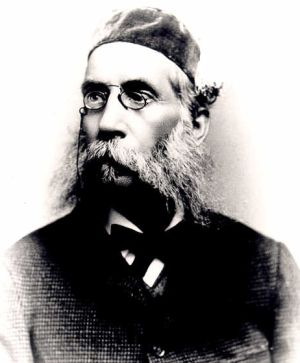
H. P. Tuttle, 1888 (USNO)

### Fotnoter
1. ↑  ”Minor Planet Center 5036 Tuttle” (på engelska). Minor Planet Center. https://www.minorplanetcenter.net/db_search/show_object?object_id=5036. Läst 21 juni 2019.
2. ↑  Hans Rickman. ”Swift-Tuttles komet”. Nationalencyklopedin. Bokförlaget Bra böcker AB, Höganäs. http://www.ne.se/uppslagsverk/encyklopedi/l%C3%A5ng/swift-tuttles-komet. Läst 8 maj 2015.